# São Leopoldo
São Leopoldo – miasto w południowej Brazylii o charakterze przemysłowym, w stanie Rio Grande do Sul. Znajduje się około 30 km od stolicy stanu, Porto Alegre.
W mieście działa uniwersytet. Liczba mieszkańców w 2020 roku wynosiła 238 648.
Klimat jest subtropikalny, z temperaturami wahającymi się od 2 °C w zimie do ponad 40 °C podczas lata.
Miasto zostało założone w 1824 roku przez niemieckich imigrantów. São Leopoldo jest uważane za kolebkę, kultury niemieckiej w Brazylii.
W mieście rozwinął się przemysł obuwniczy oraz metalurgiczny.
W mieście ma siedzibę klub piłkarski CE Aimoré.